# Teufelhof Basel
Der Teufelhof Basel ist ein Hotel in der Basler Altstadt in zwei historischen Gebäuden am Leonhardsgraben 47–49. Teile des Gebäudekomplexes (Leonhardgraben 47) sowie der Keller (Bodendenkmal) sind im Denkmalinventar des Kantons Basel-Stadt gelistet.

## Geschichte
Die Idee des Betriebs ist es, unabhängige Kunst- und Kultur im Rahmen einer «Selbstsubventionierung» des Kulturbetriebs durch einen parallel laufenden Hotel- und Restaurantbetrieb zu betreiben. Aufgrund von Einsprachen musste vor der Eröffnung bis vor dem Schweizerischen Bundesgericht die Bewilligung erfochten werden. Nach dieser sechseinhalbjährigen Wartefrist wurde das Haus am 28. April 1989 eröffnet. Der Teufelhof Basel beschäftigt heute 70 Mitarbeiter.

## Hotel
Das Hotel besteht aus zwei Häusern, dem Kunsthotel und dem Galeriehotel. Das Kunsthotel verfügt über acht Zimmer und eine Suite, welche alle als bewohnbare Kunstwerke kreiert sind. Das Galeriehotel besitzt 20 Zimmer und vier Junior-Suiten und wird auch als Ausstellungsraum genutzt. Neun Kunstzimmer wurden von unterschiedlichen Kunstschaffenden als erlebbare Raumkunst gestaltet. Dabei ist es den Künstlern freigestellt, direkt auf die Wände zu malen oder mit Materialien in den Raum zu arbeiten. Weiter unterstützt der Teufelhof immer wieder Künstler mit Ausstellungen oder Projekten in unterschiedlichster Ausprägung.

## Kulturbetrieb
Der Kulturbetrieb umfasst ein Theater mit Kabarett-Vorstellungen und satirischen Programmen. Die Förderung regionaler Einzelkünstler und Gruppen – von der Probenbegleitung im hauseigenen Theater bis zur Uraufführung im Teufelhof – nimmt in der Spielplangestaltung ebenfalls einen wichtigen Platz ein. Das Theater wird vom Teufelhof Basel finanziert, erhält aber seit dem Jahr 2002 zusätzlich einen Beitrag der beiden Kantone Basel-Stadt und Basel-Landschaft.
Zudem beherbergt das Haus neben dem Kulturbetrieb im Sinne des Theaters und des Kunsthotels zwei Restaurants, das Gourmetrestaurant «Bel Etage» sowie das Restaurant «Atelier». Zudem beherbergt das Haus eine Kaffee Bar, ein Galeriehotel mit wechselnden Ausstellungen die für die Künstler als kostenlose Plattform angeboten wird, einen Weinladen «falstaff» und ein kleines archäologisches Museum, eingebettet in die historischen Basler Stadtmauern aus dem 11. und 13. Jahrhundert.

## Gebäude
Es ist dies einerseits das Stift vom ehemaligen Kloster St. Leonhard sowie der Truchsesser Hof aus dem 18. Jahrhundert. Im umfangreichen Gebäudekomplex steckt heute ein kleines archäologisches Museum, eingebettet in den Archäologischen Keller: Er ist eine Station für die Vermittlung historischer Bausubstanz in Basel. Ein verwinkelter Rundgang führt zwischen zwei mittelalterlichen Stadtmauern (der Burkhardschen Stadtmauer – erbaut um 1080–1100 – sowie die jüngere Inneren Stadtmauer – erbaut 1200–1250) durch, und beide werden durch je einen rechteckigen und halbrunden Turm bzw. deren Fundamente verstärkt. Auch der ehemalige vorgelagerte Stadtgraben ist ablesbar; Funde aus seiner Verfüllung sind in Vitrinen ausgestellt.